# Saint-Hilaire-du-Rosier
Saint-Hilaire-du-Rosier ist eine französische Gemeinde mit 1.934 Einwohnern (Stand: 1. Januar 2022) im Département Isère in der Region Auvergne-Rhône-Alpes. Sie gehört zum Arrondissement Grenoble und zum Kanton Le Sud Grésivaudan. Die Einwohner werden Saint-Hilairois genannt.

## Geographie
Saint-Hilaire-du-Rosier liegt etwa 39 Kilometer westsüdwestlich von Grenoble in der historischen Landschaft Dauphiné an der Isère, die die Gemeinde im Osten und Süden begrenzt. Im Nordwesten verläuft der Fluss Furand mit seinem kleinen Zufluss Merdaret. Umgeben wird Saint-Hilaire-du-Rosier von den Nachbargemeinden Saint-Bonnet-de-Chavagne im Norden, Chatte und La Sône im Nordosten, Saint-Just-de-Claix im Osten, Saint-Nazaire-en-Royans im Süden, La Baume-d’Hostun und Eymeux im Südwesten sowie Saint-Lattier im Westen. 
Durch die Gemeinde führt die Autoroute A49.

## Bevölkerungsentwicklung

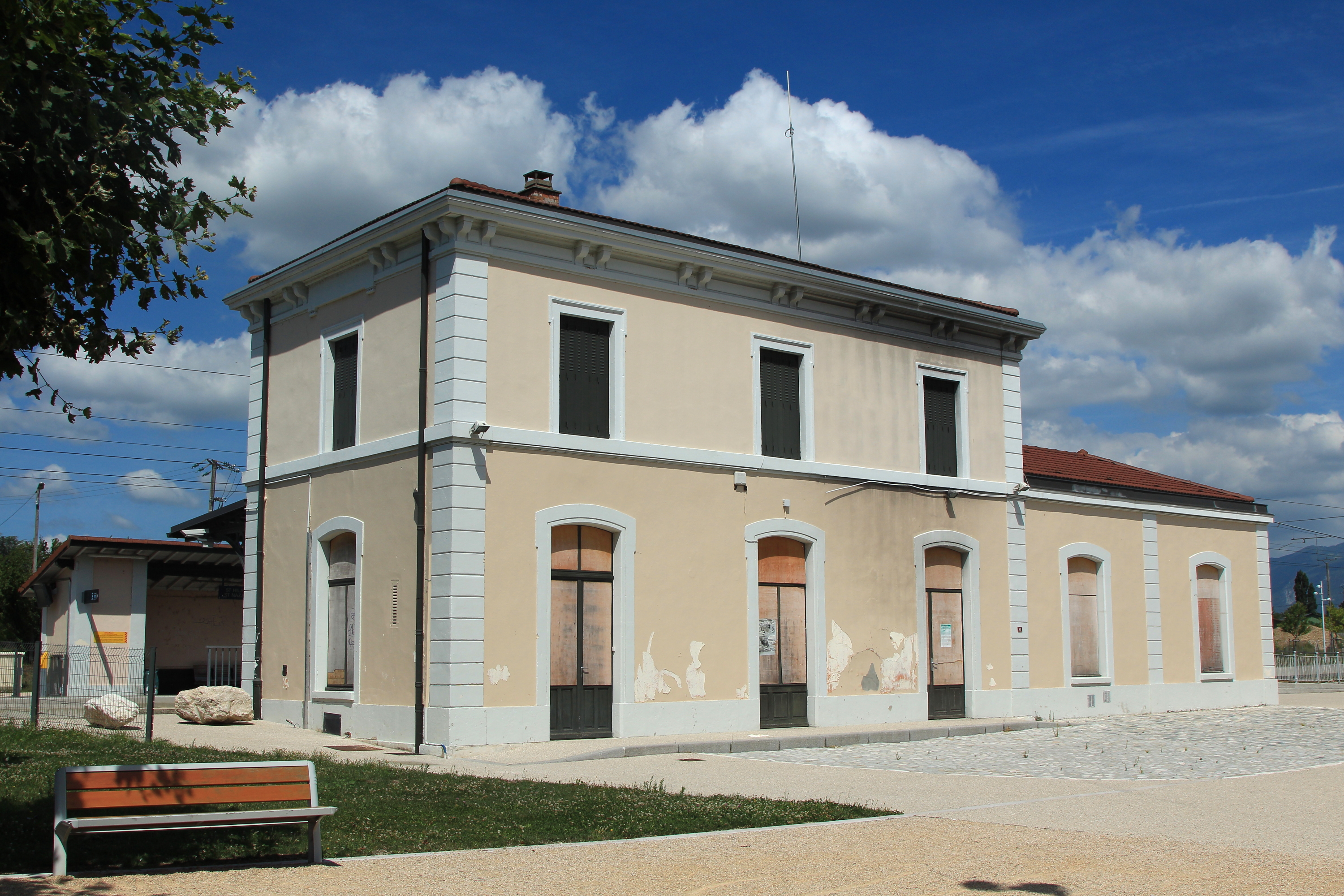
Bahnhof SaintHilaire-Saint-Nazaire

| Jahr                       | 1962 | 1968 | 1975 | 1982 | 1990 | 1999 | 2006 | 2018 |
| -------------------------- | ---- | ---- | ---- | ---- | ---- | ---- | ---- | ---- |
| Einwohner                  | 1345 | 1279 | 1324 | 1559 | 1731 | 1760 | 1846 | 1868 |
| Quellen: Cassini und INSEE |      |      |      |      |      |      |      |      |